# Ugens Rapport
Ugens Rapport er et dansk mandeblad udgivet af Forlaget Rapport siden 1972. Det blev dog siden omarbejdet til månedsblad og fik titlen ændret til Classic Rapport. I 2010 blev Classic Rapport sammen med bladene Express, Tidens Mand, Pige-Special, Super og de svenske blade FibAktuellt og Lektyr solgt af bladhuset Aller til firmaet SAB Group ApS, der ledes af bladets chefredaktør, Jørn Henning Nielsen.